# Садовое (Менский район)
Садовое (укр. Садове; до 2016 г. Чапаевка, до 1969 г. Бобыров) — посёлок в Менском районе Черниговской области Украины. Население 228 человек. Занимает площадь 0,31 км². Расположено на реке Сперша.
Код КОАТУУ: 7423088701. Почтовый индекс: 15643. Телефонный код: +380 4644.

## Власть
Орган местного самоуправления — Чапаевский поселковый совет. Решением Черниговского областного совета от 12 января 1993 года был создан Чапаевский поселковый совет.